# Sonia Bergamasco
Sonia Bergamasco (Milán, 16 de enero de 1966) es una actriz italiana. Es conocida por su personaje de Livia Burlando, eterna novia de Montalbano en la serie Comisario Montalbano (serie de televisión).

## Carrera
Nacida en Milán, Bergamasco realizó estudios de piano en el Conservatorio Giuseppe Verdi y cursó artes dramáticas en el Teatro Piccolo, graduándose en 1990. El mismo año hizo su debut en teatro en la obra de Giorgio Strehler Arlecchino dei giovani.
Hizo su debut en el cine en 1994, en la película Miracoli, storie per corti, específicamente en el segmento Antonio Mastronunzio pittore sannita, dirigida por Mario Martone. En 2001 interpretó a Sofía, el personaje principal en la película de Giuseppe Bertolucci Probably Love. En 2004 ganó el premio Nastro d'Argento en la categoría de mejor actriz por su participación en la película La mejor juventud.
Bergamasco está casada con el actor Fabrizio Gifuni.

## Filmografía seleccionada
- L'amore probabilmente (Probablemente amor) (2001)
- La meglio gioventù (La mejor juventud (Miniserie de TV)) (2003)
- La mejor juventud (2004)
- Einstein (2008)
- Sanguepazzo (Sanguepazzo (Una historia italiana)) (2008)
- Tutti pazzi per amore (TV, 2008-2010)
- Giulia non esce la sera (Giulia no sale de noche) (2009)
- La donna della mia vita (La mujer de mi vida) (2010)
- Senza arte né parte (Sin arte ni parte) (2011)
- Tú y Yo (Io e te) (2012)
- Quo Vado? (Un italiano en Noruega) (2016)